# سون تشوان

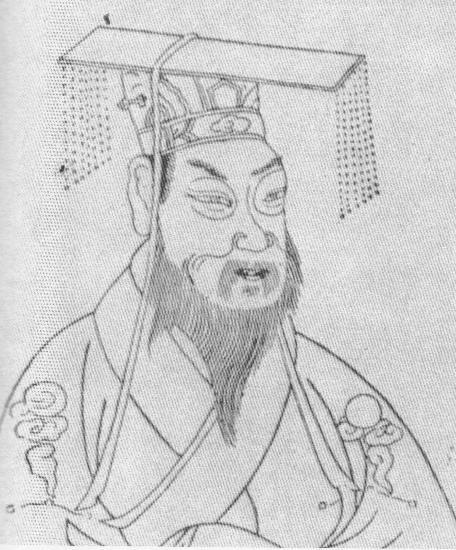
سون تشوان

سون تشوان (5 يوليو 182 - 21 مايو 252) (بالصينية التقليدية: 孫權، بالصينية المبسطة: 孙权) كان مؤسس مملكة وو خلال زمن الممالك الثلاث، في الصين. وهو ابن الجنرال العسكري سون جيان. عرف سابقاً بلقب إمبراطور تا، من مملكة وو. حكم بين عامي 200 إلى 222 كـ «وو وانغ» (ملك أو أمير وو)، ومنذ عام 222 حتى عام 252 كان إمبراطور سلالة وو.
في فترة شبابه، أمضى تشوان وقته في مقاطعته فوتشون، وبعد موت أبّيه في بداية العقد 190 انتقل إلى مدن مختلفة على ضفاف نهر يانغتسيه الأوطأ. حينما اغتيل أخوه الأكبر سون تسيه في عام 200 من قبل خدم شو كونغ، والذين قاتلهم سون تسيه في معارك في السنوات السابقة، ورث سون تشوان في سنه الثامنة عشر الأراضي الواقعة جنوب شرق نهر يانغتسيه من أخّيه. كان أحد إنجازاته أنه جعل إدارته مستقرّة نسبيا في تلك السنوات الأولى. معظم الضباط الكبار لسون جيان وسون تسيه، أمثال جو يو، وجانغ جاو، وجانغ هونغ، وتشينغ بو، استمروا بالولاء له؛ وفي الحقيقة ذكر في الرواية بأنّ سون تسيه قام بتذكير سون تشوان في فراش موته بأن يتم «في الشؤون الداخلية استشارة جانغ جاو، وفي الشؤون الخارجية استشارة جو يو». وهكذا في العقد 200 وتحت رعاية مستشاريه، واصل سون تشوان تعزيز قوّته على طول نهر يانغتسيه. في بداية عام 207، حققت قواته نصراً كاملاً أخيرا على هوانغ جو، وهو زعيم عسكري تحت إمرة ليو بياو، الذي سيطر على يانغتسيه المتوسّط.
في شتاء ذلك العام، قاد سيد الحروب الشمالية تساو تساو جيشاً مكوناً من حوالي 200000 عسكري لفتح الجنوب لإكمال إعادة توحيد الصين. فظهرت فئتان حاولتا معالجة الحالة. الأولى، بقيادة جانغ جاو، أصرت بالإستسلام، بينما الآخرى، بقيادة جو يو والدبلوماسي الشاب لو سو، عارضت المعاهدة. في النهاية قرر سون تشوان اعتراض تساو تساو في يانغتسيه المتوسّط بواسطة قواته النهرية المتفوّقة. بعد التحالف مع أحد أسياد الحرب اللاجئين وهو ليو باي، واستخدام الإستراتيجيات المشتركة لجوكيه ليانغ، وجو يو، وهوانغ كاي، وبانغ تونغ، استطاعوا هزيمة تساو تساو بشكل حاسم في معركة المنحدرات الحمراء.
في عام 220، استولى تساو بي على العرش، وهو ابن تساو تساو، ثم أعلن نفسه إمبراطوراً للصين، فانهى حكم سلالة الهان. في باديء الأمر أراد سون تشوان أن يكون ملكاً يخدم سلالة واي بقيادة تساو بي، ولكنّه أخفق في عمل إتّفاق. ولكنه في عام 229 أعلن نفسه إمبراطوراً رسمياً.
بسبب مهارته في إجماع الرجال الشرفاء المهمين إليه، كان سون تشوان قادراً على تفويض السلطة إلى الأشخاص الجيدين. هذه القوّة الأساسية خدمته حسنا في كسب دعم عامة الشعب وإحاطة نفسه مع الجنرالات المعروفين.
توفي سون تشوان في عام 252 عن عمر ناهز 71. تمتّع بالعهد الأطول بين جميع مؤسسي الممالك الثلاث. خلفه (كإمبراطور وو) ابنه سون ليانغ.
| سبقه سون سي | ملك وو 200-229 | تبعه نفسه كإمبراطور وو |

| سبقه هو نفسه كملك وو | إمبراطور وو 229-252 | تبعه سون ليانغ |